# Putevoj obkhodtjik
Putevoj obkhodtjik (russisk: Путевой обходчик) er en russisk spillefilm fra 2007 af Igor Sjavlak.

## Medvirkende
- Dmitrij Orlov som Grom
- Svetlana Metkina som Katja
- Aleksandr Vysokovskij som Pakhomov
- Julija Mikhajlova som Olga
- Aleksej Dmitrijev